# Kommando Walther-Werke
 (octobre 2024).
Si vous disposez d'ouvrages ou d'articles de référence ou si vous connaissez des sites web de qualité traitant du thème abordé ici, merci de compléter l'article en donnant les références utiles à sa vérifiabilité et en les liant à la section « Notes et références ».
Le kommando Walther-Werke est une unité de travail forcé du camp de concentration de Neuengamme affectée à la production d'armes légères dans l'unité de production de l'entreprise Walther installée sur site.

## Production
À partir de 1942, avec l'évolution de la situation militaire, la contribution à la production d'armement devient prioritaire dans le camp de Neuengamme.
C'est alors que sont lancées la conception, puis la construction d’un complexe industriel de la société Walther : les Metallwerke Neuengamme GmbH, que les SS appellent « le centre de production » et les détenus « Walther-Werke ».
La construction de ces ateliers, réalisée sous la pression des événements, a exigé des détenus un travail éreintant et périlleux.
À partir de 1944, près de mille détenus y fabriquent jusqu’à vingt mille fusils et pistolets par mois. Les conditions de travail dans les ateliers passent pour être relativement acceptables.